# Vittatocrites
Vittatocrites is een kevergeslacht uit de familie van de boktorren (Cerambycidae). De wetenschappelijke naam van het geslacht werd voor het eerst geldig gepubliceerd in 2002 door Adlbauer.

## Soorten
Vittatocrites omvat de volgende soorten:
- Vittatocrites lizleri Adlbauer, 2002
- Vittatocrites murphyi Juhel, 2011